# Who's Zoomin' Who?
Who's Zoomin' Who? är ett musikalbum av Aretha Franklin som lanserades 1985 på Arista Records. Albumet blev en stor framgång efter flera år av medioker skivförsäljning för Franklin. "Freeway of Love" blev en stor singelhit, liksom titelspåret, "Another Night" och "Sisters Are Doin' It for Themselves". Franklin tilldelades senare en Grammy för "Freeway of Love".

## Låtlista
(kompositör inom parentes)
1. "Freeway of Love" (Jeffrey Cohen, Narada Michael Walden) - 5:52
2. "Another Night" (Beppe Cantarelli, Roy Freeland) - 4:31
3. "Sweet Bitter Love" (Van McCoy) - 5:11
4. "Who's Zoomin' Who" (Aretha Franklin, Preston Glass, Narada Michael Walden) - 4:44
5. "Sisters Are Doin' It for Themselves" (med Eurythmics) (Annie Lennox, David A. Stewart) - 5:52
6. "Until You Say You Love Me" (Preston Glass, Narada Michael Walden) - 4:23
7. "Ain't Nobody Ever Loved You" (Jeffrey Cohen, Narada Michael Walden) - 4:50
8. "Push" (Duet with Peter Wolf) (Jeffrey Cohen, Narada Michael Walden) - 4:35
9. "Integrity" (Aretha Franklin) - 4:25

## Listplaceringar
- Billboard 200, USA: #13[1]
- RPM, Kanada: #13[2]
- UK Albums Chart, Storbritannien: #49[3]
- Nederländerna: #50[4]
- Schweiz: #21[5]
- Nya Zeeland: #6[6]
- VG-lista, Norge: #15[7]
- Topplistan, Sverige: #8[8]